# Astrid Müller
Astrid Müller (* 5. Oktober 1961 in Lübz) ist eine deutsche Erziehungswissenschaftlerin.

## Leben
Nach der Promotion an der PH Neubrandenburg 1992 ist sie seit 2006 Professorin (W2) für Erziehungswissenschaft unter besonderer Berücksichtigung der Didaktik der deutschen Sprache und Literatur mit dem Schwerpunkt für die Sekundarstufe I und II an der Universität Hamburg.
Ihre Forschungsschwerpunkte sind Leseförderung und Rechtschreibentwicklung in der Sekundarstufe I.

## Schriften (Auswahl)
- Wissen und Schreiben. Ergebnisse und Folgerungen aus der Aufsatzstudie Ost. Lang, Frankfurt (Main) u. a. 1997, ISBN 3-631-31737-9.
- Rechtschreiben lernen. Die Schriftstruktur entdecken – Grundlagen und Übungsvorschläge. Klett – Seelze u. a., Stuttgart 2010, ISBN 978-3-7800-1022-3.
- mit Melanie Bangel, Ursula Bredel, Gabriele Hinney, Tilo Reißig, Etje Schröder: Wir lernen Lesen – vom Wort zum Satz zum Text. Rohr, Hamburg 2017, ISBN 978-3-944466-54-5.
- mit Melanie Bangel: Wörtern und Sätzen auf der Spur. Lösungen und Kommentare für Lehrkräfte. Klett Kallmeyer, Hannover 2020, ISBN 978-3-7727-1472-6.